# Беремяны (Ивано-Франковская область)
Беремяны (укр. Берем'яни) — село в Гвоздецкой поселковой общине Коломыйского района Ивано-Франковской области Украины.
Население по переписи 2001 года составляло 119 человек. Занимает площадь 0.152 км². Почтовый индекс — 78260. Телефонный код — 03433.